# Amalda australis
Amalda australis (nomeada, em inglês, southern ancilla; em língua maori, pūpū piatāta; também cientificamente denominada Ancilla australis durante o século XX) é uma espécie de molusco gastrópode marinho do sudoeste do oceano Pacífico, na Oceania; classificada por G. B. Sowerby I, em 1830; pertencente à família Ancillariidae - no passado, pertencente aos olivídeos - e descrita originalmente como Ancillaria australis, na obra Species Conchyliorum or concise original descriptions and accompanied by figures of all the species of Recent shells, with their varieties.

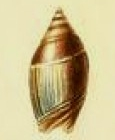
Ilustração original de A. australis por G. B. Sowerby I (1830).

## Descrição da concha e hábitos
Amalda australis possui concha ovalado-bicônica de coloração castanha, com uma faixa amarronzada, lilás ou azulada, com bordas brancas, cobrindo a sua última volta; com pouco mais de 6 centímetros de comprimento, quando bem desenvolvida (geralmente com 4 a 5 centímetros); com espiral moderadamente alta, sutura (junção das voltas, em sua espiral) pouco destacada e um canal sifonal curto. Seu lábio externo é fino, columela branca e dotada de uma calosidade, logo acima de sua abertura. Possui opérculo córneo, de coloração amarelada.
Vive em bentos arenosos, incluindo praias oceânicas abertas, abaixo da zona entremarés e na zona nerítica, até os 20 metros de profundidade; muitas vezes encontrada em planícies arenosas em portos. Os animais da família Ancillariidae são predadores e detritívoros.

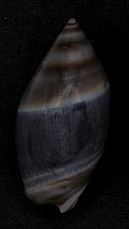
Fotografia da concha de A. australis, da coleção do Museu de História Natural de Leiden.

## Distribuição geográfica
Esta espécie é endêmica das costas da Nova Zelândia; mais comum na ilha Norte e no norte da ilha Sul, até a península de Banks.